# Rose Rotana Suites
Rose Rotana Suites – 333-metrowy i 72-piętrowy wieżowiec przy ulicy Szajcha Zaida w Dubaju w Zjednoczonych Emiratach Arabskich.
Jego budowa rozpoczęła się w 2004 roku i została ukończona na początku roku 2007. Hotel został otwarty w kwietniu 2008 roku.
Początkowo budynek miał mieć 380 m wysokości, ale po rezygnacji z tych planów i tak wyprzedził hotel Burdż al-Arab, także mieszczący się w Dubaju.

## Galeria

Rose Rotana Suites
na tle okolicy, z prawej: 21st Century Tower, 2009
widok z dołu, 2014
na tle Dubaju (w lewym górnym narożniku, widok z Burdż Chalifa), 2015